# Álvaro Martínez Sevilla
Álvaro Martínez Sevilla (Monachil, Granada, 1960) es un matemático, divulgador científico y profesor universitario español, especializado en la intersección entre matemáticas, arte y tecnología. 
Antiguo profesor del departamento de Álgebra de la Universidad de Granada. Impartió docencia en la Escuela Técnica Superior de Ingeniería Informática y de Telecomunicaciones. Fue portavoz de la Federación Ecologista-Pacifista Granadina y miembro de Ciudad Alternativa. Fue portavoz de Los Verdes y de Los Verdes de Andalucía.
En la actualidad se dedica a la divulgación científica, a la investigación y a la innovación educativa, tras más de tres décadas de trayectoria académica.
En la legislatura 1994/1996 fue diputado por Granada al Parlamento de Andalucía por la coalición Izquierda Unida + Los Verdes. Fue designado Senador de representación autonómica. Fue miembro de la Diputación Permanente y de la Junta de portavoces del Senado como Portavoz del Grupo Mixto.